# Rätansbyn
Rätansbyn är en småort i Bergs kommun, Jämtlands län, belägen i Rätans distrikt (Rätans socken) vid E45 och södra stranden av Rätanssjön strax sydväst om Rätan med vilken orten bildade en gemensam tätort 1980-1990. Före 1980 benämndes småorten av SCB Södra Rätansbyn.

## Befolkningsutveckling
| Befolkningsutvecklingen i Rätansbyn/Södra Rätansbyn 1960–2015                                                                   | Befolkningsutvecklingen i Rätansbyn/Södra Rätansbyn 1960–2015 | Befolkningsutvecklingen i Rätansbyn/Södra Rätansbyn 1960–2015 | Befolkningsutvecklingen i Rätansbyn/Södra Rätansbyn 1960–2015 | Befolkningsutvecklingen i Rätansbyn/Södra Rätansbyn 1960–2015 |
| --- | ------------------------------------------------------------- | ------------------------------------------------------------- | ------------------------------------------------------------- | ------------------------------------------------------------- |
| |                                                               |                                                               |                                                               |                                                               |
| År |                                                               |                                                               | Folkmängd                                                     | Areal (ha)                                                    |
| 1960 | 1960                                                          |                                                               | 251                                                           |                                                               |
| 1965 | 1965                                                          |                                                               | 298                                                           |                                                               |
| 1970 | 1970                                                          |                                                               | 272                                                           |                                                               |
| 1975 | 1975                                                          |                                                               | 242                                                           |                                                               |
| 1995 | 1995                                                          |                                                               | 167                                                           | 53#                                                           |
| 2000 | 2000                                                          |                                                               | 162                                                           | 53#                                                           |
| 2005 | 2005                                                          |                                                               | 168                                                           | 53#                                                           |
| 2010 | 2010                                                          |                                                               | 141                                                           | 52#                                                           |
| 2015 | 2015                                                          |                                                               | 130                                                           | 47#                                                           |
| Anm.: Sammanvuxen med Norra Rätansbyn/Rätan 1980. Ny småort 1995 på grund av uppdelning. Del av tätort 1980-1990. # Som småort. |                                                               |                                                               |                                                               |                                                               |